# Oxycera orientalis
Oxycera orientalis är en tvåvingeart som först beskrevs av Lindner 1974.  Oxycera orientalis ingår i släktet Oxycera och familjen vapenflugor.
Artens utbredningsområde är Israel. Inga underarter finns listade i Catalogue of Life.